# 郭焱
郭 焱（かくえん、クオイェン、中国語: 郭焱 1982年6月24日 - ）は、中国の女子卓球選手。本籍は北京市。ITTF世界ランキング最高位は1位（2010年10月）。

## 人物・経歴
7歳の時に卓球を始めた。14歳で北京のチームに所属して16歳のときに中国ナショナルチーム入りを果たした。2001年に彼女の所属する北京のクラブは河北省のチームを破り優勝を果たした。2006年女子ワールドカップ優勝。2005年世界選手権女子シングルスで準優勝、2007年世界選手権女子シングルス3位。
ITTFプロツアーグランドファイナルを2008年、2009年と連覇している。
2012年、ロンドンオリンピックへの推薦出場枠を獲得していたが、右ひじの故障のため欠場。丁寧が代わりに出場することになった。

## エピソード
- 得点を取ったときに叫ぶ「チョー!」[4]が話題になり、日本のカップラーメンのCMで使われたことがある。

- 体格が良く男性的な風貌であるが、反面、非常に女性らしい性格とも評される。

- 他国のエース級、もしくはそれ以上の実力があり、その強さは他国から見れば驚異的であるが、ビッグタイトルからは縁が遠い。中国国内では常に2番手以下の扱いであり、国際大会でも上位進出の常連ではあるが、他の中国選手との同士討ちで敗れることが多かった。2005年の荻村杯では、中国選手が早々と姿を消す中で決勝まで進出し、誰もが彼女の優勝を疑わなかった。しかし、王越古を相手に、何度もマッチポイントを握りながらも逆転負けを喫した。こういったことから、しばしば「シルバー・コレクター」と呼ばれることもある。

## 主な戦績
- 2002年 釜山アジア大会団体銀メダル
- 2005年 第48回世界卓球選手権個人戦（上海）女子シングルス2位、混合ダブルス3位
- 2006年 第48回世界卓球選手権団体戦優勝（ブレーメン）、女子ワールドカップ優勝、ドーハアジア大会
- 2007年 第49回世界卓球選手権個人戦（ザグレブ）女子シングルス3位
- 2009年 第50回世界卓球選手権個人戦（横浜市）女子ダブルス2位